# Lasiohelea bladapida
Lasiohelea bladapida är en tvåvingeart som beskrevs av Yu och Yan 2007. Lasiohelea bladapida ingår i släktet Lasiohelea och familjen svidknott. Inga underarter finns listade i Catalogue of Life.